# Gambia Party for Democracy and Progress
Die Gambia Party for Democracy and Progress (GPDP) (deutsch Gambische Partei für Demokratie und Fortschritt) ist eine Kleinpartei in Gambia. Der Wahlspruch der Partei lautet: englisch In God We Trust (deutsch „Wir vertrauen auf Gott“).

## Geschichte
Die 2004 gegründete GPDP wird von Henry Gomez geführt, der auch bei der Präsidentschaftswahl 2006 erstmals mit seiner Partei antreten wollte. Da er aber eine Zeit lang in Hamburg gelebt hatte und nicht die letzten fünf Jahre in Gambia, hatte die Independent Electoral Commission (IEC) ihm die Kandidatur gemäß der Verfassung abgelehnt. Daraufhin unterstützte die GPDP, zusammen mit der National Reconciliation Party (NRP), den Kandidaten der United Democratic Party (UDP).

## Wahlergebnisse
| \| Wahlergebnisse \| Wahlergebnisse \| Wahlergebnisse \| Wahlergebnisse \| Wahlergebnisse \| \| Wahl \| Jahr \| Stimmenanzahl \| Stimmenanteil \| Sitze oder Präsidentschaftskandidat \| \| --------------- \| -------------- \| -------------- \| -------------- \| ----------------------------------- \| \| Präsidentschaft \| 2006 \| \| \| Teilnahme abgelehnt \| \| Parlament \| 2007 \| \| \| keine Teilnahme \| \| Präsidentschaft \| 2011 \| \| \| \| \| Parlament \| 2012 \| \| \| \| | Stimmanteile (in %) 8% 6% 4% 2% 0% 06071112 |               |               |                                     |
| Wahlergebnisse |                                             |               |               |                                     |
| Wahl | Jahr                                        | Stimmenanzahl | Stimmenanteil | Sitze oder Präsidentschaftskandidat |
| Präsidentschaft | 2006                                        |               |               | Teilnahme abgelehnt                 |
| Parlament | 2007                                        |               |               | keine Teilnahme                     |
| Präsidentschaft | 2011                                        |               |               |                                     |
| Parlament | 2012                                        |               |               |                                     |